# Días de temporada
 Días de temporada  es una película documental de Argentina filmada en colores dirigida por Pablo Stigliani sobre su propio que se estrenó el 9 de enero de 2020 y que tiene como tema a quienes van a un lugar de playa para trabajar durante la temporada de turismo estival. Fue filmada en la localidad de Santa Teresita y es el  primer filme documental del director que antes había realizado los largometrajes de ficción Bolishopping (2015)  y Mario on tour (2017).  

## Sinopsis
A través de seis historias, una muestra (intimista y observacional) sobre los trabajadores de temporada típicos de la costa atlántica de Argentina, que transcurren a lo largo de una jornada laboral.

## Declaraciones del director
Pablo Stigliani contó que a través de los retratos mostrados quiso hablar de problemáticas actuales como el trabajo infantil, la mujer como jefa de hogar, la inmigración, la aceptación de lo sexual y como es una película observacional donde nada está subrayado, todo eso está expresado con sutileza y debe ser encontrado. Valoró el trabajo del director de fotografía Luis Sens, quien al igual que el propio director había pasado su infancia en lugares como los que aparecen en el filme, y que empezaron a pensar dos premisas desde lo visual: trabajar los encuadres como postales, con la cámara fija, poca intervención, pocos cortes sobre las acciones y únicas tomas extensas, y con encuadres más bien bajos, para que la película llegue al espectador  como si estuviera sentado en una reposera mirando la temporada.

## Comentarios
Victoria Leven Leonardo escribió en el sitio web cineramaplus:”

”La narrativa organiza una serie de personajes retratados como en una panorámica fragmentada, que se enlaza a una línea de contraste: la línea imaginaria que une y separa la vida de los vacacionantes contra la cotidianidad de estos laburantes “de la diversión ajena”. La mirada del narrador los muestra por separado y los une a la vez, haciendo de este contrapunto entre el obrero y el visitante un juego de convivencias…La solvencia estética de la fotografía logra con mínimos recursos un uso adecuado y cuidado de la textura cinematográfica…, aprovecha el trabajo de los colores y los matices de la luz natural acompañados por la eficiencia de un encuadre que no titubea...el ojo de la cámara no sanciona, ni juzga a quien tiene frente a si. Es una mirada contenedora, empática y amorosa que siempre está buscando un poco más de intimidad.“

Victoria Duclós Sibuet escribió en el sitio web puntocero.com:”

”…Entre los puntos más fuertes están los tímidos y fascinantes momentos musicales, además del hallazgo del contraste entre ruidos y silencios, muchedumbre y soledad que todos los personajes pasan por igual.”

Fernando Sandro en el sitio altapeli.com dijo:

”…contracara de aquel mítico Balnearios de Mariano Llinás…no hay voz en off, entrevistas ni miradas a cámara. Todos actúan como si nadie estuviese del otro lado. No son grandes historias movilizantes. ...ni siquiera son trascendentes. Son historias humanas, pequeñas, de rutinas, que terminan diciendo más de lo que parece...La vida es distinta a la de cualquier otro momento del año y a la de cualquier otra zona. Un tiempo detenido entre quienes solo quieren descansar y los que buscarán hacer placentero, cada uno a su manera, ese momento de relajación....es un documental sencillo, concreto y profundamente humano...sabe cómo capturar los momentos adecuados para que sus personajes, ficcionales o “reales”, hablen por sí solos contando lo más identificable de sus rutinas...Su simpleza, humanidad, y apacible trato, hacen que podamos encontrar más que lo que a simple vista muestra la cámara.”